# Maximiliaan II van Beieren
Maximiliaan II (ook wel kortweg Max II; München, 28 november 1811 — aldaar, 10 maart 1864) was van 1848 tot 1864 koning van Beieren. Hij was de zoon van koning Lodewijk I en de vader van Lodewijk II en diens opvolger Otto I, welke zoons hij met extreem harde hand Spartaans opvoedde; geen van beide zoons zouden huwen of een opvolger schenken aan de dynastie.
Hij besteeg de troon in 1848 na de troonsafstand van zijn vader. Hij trachtte de zelfstandigheid van Beieren in de Duitse Bond te bewaren en bevorderde wetenschap en kunst. Voor het overige steunde hij geheel op Oostenrijk.
Hij verbleef meestal in de Münchner Residenz of in Schloss Nymphenburg, maar liet een kasteel bouwen in Opper-Beieren; Hohenschwangau in het gelijknamige dorp, waar hij veel tijd doorbracht met zijn familie. Toen hij stierf was zijn oudste zoon Lodewijk pas 18 jaar oud.

## Huwelijk
Maximiliaan huwde, op 12 oktober 1842 te München, met Marie van Pruisen (1825-1889), een dochter van prins Willem van Pruisen. Zij kregen samen twee zoons:
- Lodewijk II (1845-1886)
- Otto Willem Luitpold Adalbert (1848-1916)

## Voorouders
| Voorouders van Maximilaan II van Beieren (1811-1864) | Voorouders van Maximilaan II van Beieren (1811-1864)                                               | Voorouders van Maximilaan II van Beieren (1811-1864)                                               | Voorouders van Maximilaan II van Beieren (1811-1864)                                                                  | Voorouders van Maximilaan II van Beieren (1811-1864)                                                                  | Voorouders van Maximilaan II van Beieren (1811-1864)                                                                 | Voorouders van Maximilaan II van Beieren (1811-1864)                                                                 | Voorouders van Maximilaan II van Beieren (1811-1864)                                                       | Voorouders van Maximilaan II van Beieren (1811-1864)                                                       |
| ---------------------------------------------------- | -------------------------------------------------------------------------------------------------- | -------------------------------------------------------------------------------------------------- | --- | --- | --- | --- | --- | --- |
| Overgrootouders                                      | Frederik Michael van Palts-Birkenfeld (1724-1767) ∞ Maria Francisca van Palts-Sulzbach (1724-1794) | Frederik Michael van Palts-Birkenfeld (1724-1767) ∞ Maria Francisca van Palts-Sulzbach (1724-1794) | George Wilhelm van Hessen-Darmstadt (1722-1782) ∞ Maria Luise Albertine van Leiningen-Dagsburg-Falkenburg (1729-1818) | George Wilhelm van Hessen-Darmstadt (1722-1782) ∞ Maria Luise Albertine van Leiningen-Dagsburg-Falkenburg (1729-1818) | Ernst Frederik III van Saksen-Hildburghausen (1727-1780) ∞ Ernestina Augusta van Saksen-Weimar-Eisenach ((1740-1786) | Ernst Frederik III van Saksen-Hildburghausen (1727-1780) ∞ Ernestina Augusta van Saksen-Weimar-Eisenach ((1740-1786) | Karel II van Mecklenburg-Strelitz (1741-1816) ∞ Frederika Caroline Louise van Hessen-Darmstadt (1752-1782) | Karel II van Mecklenburg-Strelitz (1741-1816) ∞ Frederika Caroline Louise van Hessen-Darmstadt (1752-1782) |
| Grootouders                                          | Maximiliaan I Jozef van Beieren (1756-1825) ∞ Augusta Wilhelmina van Hessen-Darmstadt (1765-1796)  | Maximiliaan I Jozef van Beieren (1756-1825) ∞ Augusta Wilhelmina van Hessen-Darmstadt (1765-1796)  | Maximiliaan I Jozef van Beieren (1756-1825) ∞ Augusta Wilhelmina van Hessen-Darmstadt (1765-1796)                     | Maximiliaan I Jozef van Beieren (1756-1825) ∞ Augusta Wilhelmina van Hessen-Darmstadt (1765-1796)                     | Frederik van Saksen-Altenburg (1763-1834) ∞ Charlotte Georgine Louise van Mecklenburg-Strelitz (1769-1818)           | Frederik van Saksen-Altenburg (1763-1834) ∞ Charlotte Georgine Louise van Mecklenburg-Strelitz (1769-1818)           | Frederik van Saksen-Altenburg (1763-1834) ∞ Charlotte Georgine Louise van Mecklenburg-Strelitz (1769-1818) | Frederik van Saksen-Altenburg (1763-1834) ∞ Charlotte Georgine Louise van Mecklenburg-Strelitz (1769-1818) |
| Ouders                                               | Lodewijk I van Beieren (1786-1868) ∞ Theresia van Saksen-Hildburghausen (1792-1854)                | Lodewijk I van Beieren (1786-1868) ∞ Theresia van Saksen-Hildburghausen (1792-1854)                | Lodewijk I van Beieren (1786-1868) ∞ Theresia van Saksen-Hildburghausen (1792-1854)                                   | Lodewijk I van Beieren (1786-1868) ∞ Theresia van Saksen-Hildburghausen (1792-1854)                                   | Lodewijk I van Beieren (1786-1868) ∞ Theresia van Saksen-Hildburghausen (1792-1854)                                  | Lodewijk I van Beieren (1786-1868) ∞ Theresia van Saksen-Hildburghausen (1792-1854)                                  | Lodewijk I van Beieren (1786-1868) ∞ Theresia van Saksen-Hildburghausen (1792-1854)                        | Lodewijk I van Beieren (1786-1868) ∞ Theresia van Saksen-Hildburghausen (1792-1854)                        |

- Bibliothèque nationale de France: cb12269873m (data)
- Gemeinsame Normdatei: 118579347
- International Standard Name Identifier: 0000 0001 0801 7796
- Library of Congress Control Number: n83199450
- Nationale Bibliotheek van Tsjechië: vse20231188809
- Nationale Bibliotheek van Israël: 987007265141205171
- Nationale Bibliotheek van Polen: a0000003724581
- Nederlandse Thesaurus van Auteursnamen: 070740593
- Istituto Centrale per il Catalogo Unico: PUVV244236
- Système universitaire de documentation: 031494447
- Museum of New Zealand Te Papa Tongarewa: 67977
- Virtual International Authority File: 73912453
- WorldCat: E39PBJr7YWbVRpfWF3GwQyxkXd